# MH Összhaderőnemi Különleges Műveleti Parancsnokság
A parancsnokság feladatrendszerét a honvédelmi miniszter 1616-10/2022. számú alapító okiratában az alábbiak szerint határozta meg: Magyarország függetlenségének, területi épségének és határainak katonai védelme, nemzetközi szerződésekből eredő közös védelmi és békefenntartó feladatok ellátása, valamint a nemzetközi jog szabályaival összhangban humanitárius tevékenység végzése.
A NATO-doktrínákban meghatározott különleges műveleti feladatok és az ezekhez kapcsolódó tevékenységek vezetése nemzeti alárendeltségben, illetve azokban való részvétel a szövetségi köteléken belül; a békeműveletekben vállalt feladatok teljesítésében való részvétel; békeidejű és háborús kutató-mentő feladatokban való részvétel. Külön tervekben meghatározottak szerint, válságkezelésben való szerepvállalás. A parancsnokság tervezi, szervezi és vezeti az Magyar Honvédség különleges műveleti képességfejlesztését, a szakterületi erők műveleti feladatainak végrehajtását, valamint ellenőrzi az alárendelt erők felkészültségét. A parancsnokság Szolnokon található.

## Története
A katonai szervezet jogelődje a 2019-ben megalakult Magyar Honvédség Különleges Műveleti Haderőnemi Szemlélőség volt. A parancsnokság megalakításával vált teljessé a nemzeti különleges műveleti képesség. A jogelőd szervezet vezette a SÁMÁN PAJZS kimenekítési műveletet (Afganisztán, Kabul) ahonnan összesen 547 magyar, amerikai, osztrák és afgán állampolgárt sikerült kimenekíteni 2021. augusztusában. Az orosz–ukrán háború miatt elrendelt határbiztosítási feladatokat, a riasztást követően 24 órával a Parancsnokság állománya az elsők között kezdte meg.

## Alárendelt szervezet
- MH vitéz Bertalan Árpád 1. Különleges Műveleti Dandár – Szolnok

## Parancsnok
- Krezinger Attila ezredes (2023–)